# 52
52 (LII) var ett skottår som började en lördag i den julianska kalendern.

## Händelser

### Okänt datum
- En ny romersk lag förbjuder avrättandet av gamla eller lytta slavar.
- Ananias ben Nebedeus, en överstepräst i Jerusalem, skickas till Rom efter att han anklagats för våld.
- Barea Soranus blir consul suffectus i Rom.
- Plinius d.ä. nedskriver sina skildringar av krigen i Germanien.
- Aposteln Paulus besöker för första gången Korinth detta år (eller 51).
- Vologeses I:s bror Tiridatus I får makten i Armenien som motståndare till romarna.
- Aposteln Tomas, en av Jesu lärjungar, tros ha anlänt till Kodungallur i Indien för att predika evangelium omkring detta år; den syro-malabariska kyrkan, den indiska ortodoxa kyrkan och den assyriska kyrkan i öst anses härstamma från honom.

## Födda
- Epiktetos från Hierapolis, grekisk filosof

## Avlidna
- Publius Ostorius Scapula, romersk guvernör i Britannien
- Guo Shengtong, kinesisk kejsarinna.